# Савокли
Савокли (на английски: Sawokli) е северноамериканско индианско племе, което през 17 век живее в южна Алабама. Според испанските документи от онова време, провинция „Сабакола“ се намира на Мексиканския залив близо до залива Чоктохачи. Информацията за племето е твърде оскъдна и неясна. Заради тесните им връзки с групата хичити, се предполага че езикът им е хичити, но няма никакви доказателства за това.

## История
Историята на савоклите започва с провинция „Сабакола“ на испанците, спомената в средата на 17 век. През 1675 г. испански мисионери основават мисия сред част от племето, наречена Санта Круз де Сабакола. През 1679 г. и 1681 г. последователно са изпратени мисионери и при основната част от племето, което живее сред долните крики. Скоро след това мисионерската работа е прекратена, заради враждебното отношение на англичаните от североизток. Новопокръстените членове на племето се местят в новосъздадената мисия на чатот, близо до сливането на реките Чатахучи и Флинт.
На карта от 1733 г. се споменава един град Чаокале, на западния бряг на Чатахучи и друг, Чоголуке на изток от Флинт. На друга по-ранна карта част от племето е поставено на един от притоците на река Окмулги. Името се среща и на няколко следващи карти, но нито една не показва савокли на Чатахучи до 1795 г., когато се появяват между града апалачикола и устието на Флинт. Това се повтаря на няколко по-късни карти като на някои се споменават два техни града – Савокли и Савоклоче.
Много е вероятно, тези които са споменати по-рано, че живеят на Окмулги да са се върнали на Чатахучи и да са създали нови селища. Смята се, че градовете Окаваиги и Окити ягани са част от савокли, споменати във френски документи от 1761 г. Други градове, които е възможно да са разделение на савокли са Цавокли и Хачи цаба. Първият обаче се смята, че е град на хичити. След отстраняването на криките в Оклахома през 1830те, савоклите се отказват от своята независимост и се обединяват с хитчитите. Техните потомци днес живеят близо до Окмулги, Оклахома.